# Castillo de Trakai

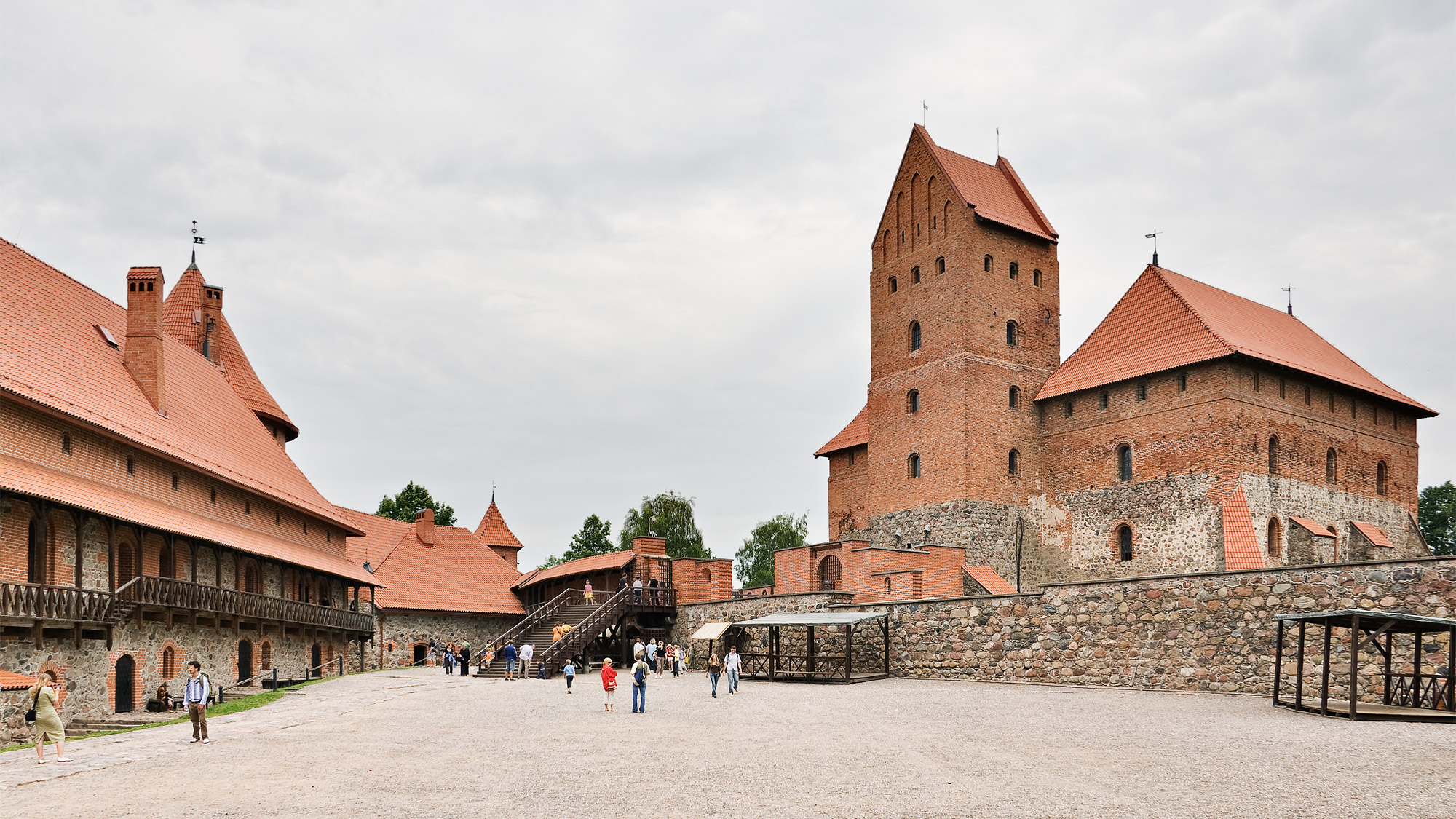
Patio interior del castillo.

El castillo de Trakai (en lituano: Trakų salos pilis, en polaco: zamek trocki) se encuentra situado en la población de Trakai, en Lituania. Se ubica en una isla en el lago Galvė. La construcción se comenzó en el siglo XIV por Kęstutis (1297-1382), Gran Duque de Lituania y alrededor de 1409 ya se había completado la mayor parte de la obra por su hijo Vitautas el Grande (1350-1430), que murió en el castillo en el año 1430. Trakai fue uno de los principales centros del Gran Ducado de Lituania y el castillo tuvo gran importancia estratégica.

## Historia

### Castillo gótico
El castillo de Trakai se construyó en diversas fases. La primera fase se construyó durante segunda mitad del siglo XIV en una de las islas por orden del gran duque de Lituania Kęstutis. La edificación de este castillo se debió a la ampliación del ubicado en la península, ya que Kęstutis trasladó su residencia a la isla.
El castillo sufrió un gran daño durante el ataque de los caballeros teutónicos en 1377. Tras el asesinato de Kęstutis, comenzó una pugna por el Gran Ducado entre Vladislao II de Polonia y Vitautas el Grande, en la que se vio envuelto el castillo. Una vez se produjo la reconciliación, se comenzó una segunda fase de construcción que concluyó en 1409. Esta fase fue la que mayor repercusión tuvo en el desarrollo de la estructura, cuyas obras fueron supervisadas por el cantero de la Orden Teutónica Radike, cuatro años antes de la batalla de Grunwald.
Durante la segunda fase se añadieron dos nuevas áreas, así como un calabozo de 35 metros de profundidad con puertas móviles, que lo separaban del resto del castillo. Su uso varió como estructura defensiva, capilla e incluso residencia, y estaba unido al palacio ducal de varias plantas, que albergaba un patio interno. Dicho patio tenía galerías de madera que circundaban la muralla interior y eran utilizadas como accesos a otras dependencias sin entrar al palacio como tal. Todo el ala sur del palacio se utilizó como Salón Ducal, con unas dimensiones de 10x21 metros, siendo superado únicamente por el palacio superior del Complejo de castillos de Vilna, la capital del país.
El principal material constructor fue el ladrillo gótico rojo, aunque también se utilizaron bloques de piedra en los cimientos y las partes superiores, torres y murallas. El castillo fue decorado con variedad, incluyendo cubiertas de azulejos, ladrillo cocido y vidrieras. Esta segunda fase podría ser enmarcada en estilo gótico con características románicas.
A comienzos del siglo XV se realizó la tercera fase, en la que se amplió la anchura del muro hasta 2,5 metros de espesor, se añadieron galerías de fuego y tres torres en las esquinas del castillo, instalándose en todas ellas cañones; una se convirtió en prisión. Asimismo, se construyó una casa de vigilancia con puertas móviles, establos, cocinas y otras estructuras de apoyo. El nivel del agua del lago Galvė, más alto que en la actualidad, se aprovechó para construir un foso entre el palacio ducal y el resto del castillo.

### Abandono

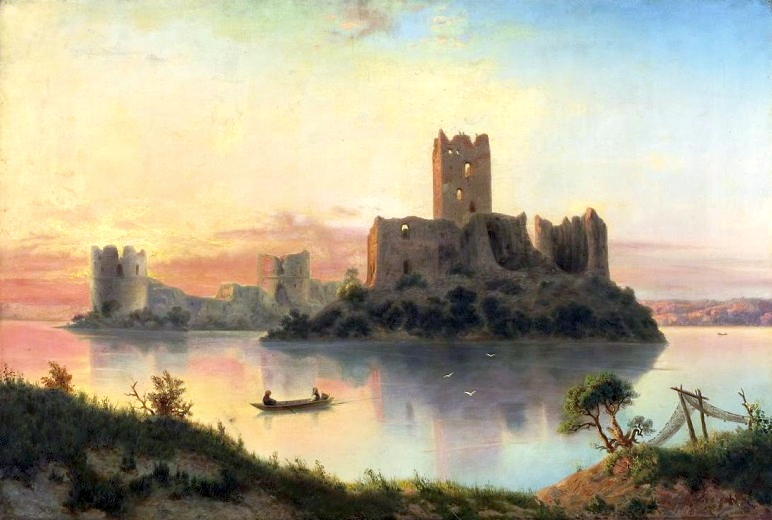
El castillo de Trakai en ruinas, por Józef Marszewski (1886). Museo Nacional de Varsovia.

La fortaleza perdió su importancia militar tras la batalla de Grunwald, cuando el archienemigo del gran duque de Lituania fue derrotado por la armada polaco-lituana. El castillo se convirtió en residencia y se cambió su decoración interior, como nuevos frescos. Algunos emisarios extranjeros siguieron recepcionándose en el palacio ducal. Existe constancia de que Vladislao II de Polonia visitó el castillo trece veces entre 1413 y 1430. Asimismo, el viajero flamenco Guillebert de Lannoy describió el castillo en 1414 de la siguiente manera:
El viejo castillo se ubica en la ribera del lago, en campo abierto, mientras que el otro se sitúa en mitad del segundo lago, y se encuentra a tiro de cañón del antiguo. Es completamente nuevo, construido en ladrillo en canon francés.
El gran duque Vitautas el Grande murió en el castillo sin ser coronado rey de Lituania en 1430. Durante el gobierno de Segismundo II, el castillo fue redecorado al estilo renacentista y sirvió como residencia de verano a los monarcas durante un breve periodo de tiempo. La Metrica del Gran ducado de Lituania se conservó en la fortaleza hasta 1511. Más tarde, sirvió como prisión. Durante las contiendas con el Principado de Moscú, el castillo fue dañado y nunca se reconstruyó, por lo que cayó en abandono.

## Reconstrucción
Durante el siglo XIX, se inició un plan para la reconstrucción del castillo. Se preservaron los frescos originales y se copiaron por el pintor Wincenty Smokowski. La Comisión Arqueológica Imperial inició la documentación de los restos existentes del castillo en 1888. En 1905, las autoridades imperiales rusas decidieron restaurarlo parcialmente. Durante la Primera Guerra Mundial, los alemanes trajeron a sus especialistas, que hicieron varios intentos para restaurarlo. Entre 1935 y 1941, se reforzaron algunas partes de las murallas del Palacio Ducal y se reconstruyó la torre del sureste, incluyendo secciones de sus muros. Los conservadores lituanos y polacos trabajaron en el proyecto, pero el trabajo cesó cuando la Segunda Guerra Mundial ganó en intensidad. Al terminar la guerra, se inició un importante proyecto de reconstrucción. Los trabajos se iniciaron entre 1951 y 1952 y la parte principal se terminó en 1961. El castillo fue reconstruido en estilo propio del siglo XV.